# عبد الرزاق محيي الدين
الدكتور عبد الرزاق أمان جواد محيي الدين (1910-1983) من أعلام العراق الحديث ومن أوائل التربويين الذين أسهموا في التعليم الجامعي، ولد في أسرة علمية دينية نزحت إلى النجف من لبنان الجنوبي أواسط القرن الثامن الهجري، وارتبطت بوشائج النسب مع كثير من الأسر اللبنانية، وكانت لهم في النجف بيوت ثقافية ومجالس فقهية، وأحصى الدكتور حسين علي محفوظ خمسين علما من نوابغهم تصدى للتقليد والاجتهاد وتشكل مؤلفاتهم مكتبة عظيمة.
ولانحداره الديني فقد ارتدى العمة على عادة أبناء العلماء، وعلى طريقة السلف في الدراسات فقد تقلب بين كثير من ألأساتذة، وتعلم منهم أساليب النقاش والجدل والمطارحات، ودرس المقدمات كالنحو على السيد ضياء الدين بحر العلوم، والمنطق والبيان والمعاني على الشيخ مهدي الحجار، والأصول على الشيخ محمد تقي صادق ألعاملي والفقه على السيد محمد باقر الشخص، والأدب والعروض على الشيخ قاسم محيي الدين، وحضر حلقات البحث الخارج على السيد حسين ألحمامي الذي كان يأخذ تلامذته بالصرامة العلمية والشدة في منح الأجازة، فلا يتتلمذ عليه إلا من يجد في نفسه القدرة على الجدل والاستقراء، وتفوق على أخدانه في هذه العلوم حتى أخذ يغشى المجالس الأدبية والمحافل العلمية وهو في مستهل حياته العلمية، وبرز بين الكبار مفندا لآرائهم مصححا لأفكارهم في عناد ومشاكسة دفعت كثيرين لاتهامه بالغرور والتكبر والخروج على المألوف، فكان مع دعوة الأمين ألعاملي في حرمة التطبير، ومع الثورة على الأساليب البالية في التعليم الديني والدعوة للتجديد في العلوم والدروس.
جمعية منتدى النشر
وكان من العاملين على أنشاء جمعية منتدى النشر في النجف التي أخذت على عاتقها تجديد الدراسة الدينية ونبذ الأساليب القديمة باعتماد المناهج الحديثة، وشارك في مهرجان شعري إلى جانب شاعر العرب ألجواهري الكبير في مواجهة الشعراء التقليديين، كالشيخ كاظم السوداني والشيخ مهدي الحجار، وكانت الغلبة للشباب على الشيوخ، وذكر الشيخ علي الخاقاني في موسوعته الكبرى شعراء الغري كثيرا من هذه المعارك، وكان لإسهامه في تأسيس الرابطة العلمية الأدبية في النجف عام 1932 مع الفقيدين محمود ألحبوبي وصالح الجعفري، أثرا واضحا في تكوين قيادة جديدة لبعث الأدب ألنجفي وإنهاضه من سباته، فقد شكل هذا المثلث الذهبي رأس الرمح في المدرسة الحديثة التي حاولت الخروج بالأدب ألنجفي من قوقعته المغلقة، ومسايرة الدعوات التجديدية في المعاني والأساليب.
راي الخاقاني
يقول الشيخ علي ألخاقاني«وكانت آراؤه ذات شأن وتركز في أيجاد كثير من الحلول للمشاكل التي اعترضت طريق تأسيس الجمعية، وقد عرف بخصوبة الذهن والعنف والصرامة في سبيل مبدئه ورأيه دون أن يعبأ بما يعارضه أو يخيفه من تهريج الأميين من أبناء الروحيين الذين تلفعوا بالألقاب الفارغة والعظامية المنقرضة، ولقد كان أحد الشباب الحي الذي ناضل في سبيل عقيدته الطاهرة بمناصرته للحجة الخالد السيد محسن الأمين ألعاملي عندما ثار على العادات القاسية التي تستخدم في المظاهر الحسينية، فكان من بارزي أخدانه الذين وقفوا سدا في وجوه الثائرين الذين اعتصموا بالهوج والقوة والفوضوية، وبهذا الموقف تقرر المصير الذي تغلب فيه الفكر الحي على الرجعية الرعناء» شعراء الغري 3/372.
راي الشبيبي
وقد ذكر المربي والمناضل المعروف على محمد الشبيبي، إن مجموعة من الشباب النجف كونوا في عام 1930 جماعة عرفت باسم«العاصفة الحمراء» كان من المشاركين فيها هادي الجبوري ومرتضى فرج الله، ويزودها بالكراسات والكتب الاشتراكية أحمد جمال الدين وصادق كمونه، وكان لهؤلاء الأفاضل أثرهم في نشر الفكر الاشتراكي بين صفوف الأدباء والشعراء ورجال الدين، مما جعل كثيرون من الشباب المتنورين ينهلون منه، وكان محيي الدين في طليعة من تأثر بهذه المجموعة لعلاقته بهم، فقد شارك في حفل أدبي عام 1930 وألقى فيه قصيدته المعروفة «ربة الدل» التي حازت على أعجاب كثيرين، وأثارت ضجة بسبب الأفكار التي وردت فيها، مما هو غير مألوف في المجتمع ألنجفي المعروف بتزمته الديني ومحافظته على كل ما هو قديم، وأكثر ما أثار حفيظة المتزمتين ما دعا إليه الشاعر من تحبيذ للفكر الاشتراكي، واعتباره الطريق الأنسب لرفاه الشعوب، برغم أنه ممن يرتدون العمة، ويتطلعون لنيل المراتب الدينية، ومطلع القصيدة:
ربة الدل خففي مسراك أن قلب المحب بين خطاك
وألفي المشية الهوينى وإلا عثرت في قلوبنا قدماك
إلى أن يقول:
انظري الحقل أن خرجت صباحا تجدي الطير كيف يعبد ربه
لا صلاة لدى الطيور ولا صوم سوى أن يطهر العبد قلبه
وحياة لو تهتدين إليها لتركت القصر الجميل وصحبه
لخصتها العقول للروس دينا ودعتها بالمذهب الاشتراكي
أحلام اليقظة
وكان يتصيد المناسبات الداعية لإبراز آرائه الإصلاحية، ودعواته التجديدية، فقد وقف سنة 1931 في أحد المحافل الأدبية التي غصت بالكثير من المتشددين والمحافظين، ودعا إلى المساواة بين الطوائف الدينية، ونبذ التفرقة والتناحر بين المختلفين، وانشد قصيدته «أحلام اليقظة» وكان لها صدى مثير تعرض معه الشاعر لغضب رجال الدين، واتهم حينها بالمروق عن الدين، وحدثت ضجة كبيرة، وتعرض لضغوط من مختلف الأوساط النجفية، إلا أنه أستطاع التخلص منها لتعلقه برواية عن الأمام الصادق.
وكان لبعض المراجع أثرهم في تهدئة الحال وتبرير ما أورده في البيت الثالث من قصيدته، التي يقول فيها:
تزاحمت ألأحلام والقلب يقضـــان فكيف بليل كــــــــــل ما فيه أشجان
أحاديث يوحيها الخيـــال مبلـــــغا إلا أنــــــــــما هذي الأحاديث بهتان
أرى دين عيسى مثل دين محمد ولكن هـــــــــــذا الاختلاف لمن دانوا
هما شرعـــا دين الموأخاة بيننا وكل بني الإنسان في الأرض أخوان ()
وكان للأقدار أثرها في ابتعاده عن الوسط ألنجفي، فقد شارك في حفل أدبي أقامته جمعية الرابطة الأدبية في النجف عام 1932 لاستقبال مفتي فلسطين أمين الحسيني ومحمد علي علوبة باشا، وكان الملك غازي والسيد عبد المهدي المنتفكي وزير المعارف حاضرا في تلك الحفلة، فانشد قصيدته التي مطلعها:
أيها الداعي إلى الوحدة فينا فتح الله بك الفتح المبينا
وعندما سمعها الملك تأثر لسماع تلك القصيدة، وأعجب بحسن الإلقاء خاصة والملقي معمما وبملابس روحية بسيطة، فسعى لأن يرسله إلى مصر، وأنتخب في عام 1933 عضوا في البعثة العراقية إلى دار العلوم العليا في القاهرة، حيث حاز على الدبلوم في الأدب العربي عام 1937 وعين مدرسا في دار المعلمين الابتدائية، وفي عام 1944 عاد إلى مصر لدراسة الماجستير في كلية الآداب جامعة فوأد الأول فحصل عليها عام 1948 برسالته «أبو حيان التوحيدي سيرته وآثاره» وقد أشرف عليها العلامة الكبير أمين الخولي ورأس لجنة المناقشة المكونة من العلامة مصطفى السقا والأستاذ عبد الوهاب حمودة، وعاد للتدريس في دار المعلمين العالية، ثم شد الرحال إلى القاهرة وحصل على الدكتوراه سنة 1956 من كلية الآداب جامعة القاهرة برسالته«أدب المرتضى من سيرته وآثاره» التي أشرفت عليها الدكتورة سهير القلماوي وناقشها عميد الأدب العربي الدكتور طه حسين، وعاد للتدريس في كلية التربية جامعة بغداد، ونال درجة الأستاذية عام 1960 وأصبح أستاذا كرسي البلاغة، ثم أصبح عميدا للكلية ثم نائبا لرئيس جامعة بغداد عام 1963.
المجمعي
أنتخب عضوا في المجمع العلمي العراقي عام 1963 فنائبا لرئيسه ثم رئيسا له عام 1965وأنتخب لأربع دورات متتالية حتى أقيل منه سنة 1979 بقرار من صدام حسين لعدم مسايرته توجهات السلطة في اختيار بعض رموز السلطة لعضوية المجمع العلمي العراقي.
وبعد رحيل العلامة الشيخ محمد رضا الشبيبي عام 1966 أنتخب لعضوية مجمع اللغة العربية في القاهرة خلفا له، واختير عضوا في مجمع اللغة العربية بدمشق عام 1973، ومجمع اللغة العربية الأردني عام 1978، والمجمع العلمي الهندي، ومؤسسة التعريب في الرباط، وعضوية المجمع الملكي لبحوث الحضارة "مؤسسة آل البيت عام 1980، وأنتخب نائبا لرئيس اتحاد المجامع اللغوية عام 1966 وعضوية اللجنة الثقافية لجامعة الدول العربية عام 1945، وهو عضو اتحاد ألأدباء العرب عام وعضو اتحاد الكتاب الأسيويين الأفريقيين منذ عام 1958، وكان من المؤسسين لجمعية الكتاب والمؤلفين العراقيين وانتخب نائبا لرئيسها، وعضوا في مؤتمرات المستشرقين، ومؤتمرات الكتاب الأسيويين الأفريقيين، ومؤتمرات التعريب في الجزائر والرباط، وترأس وفود بلاده في كثير من المؤتمرات الأدبية والثقافية والفكرية والسياسية، وحاضر في جامعات عربية وأجنبية.
الجانب السياسي
أما في الجانب السياسي فقد أستوزر عدة مرات، وأنتخب أمينا عاما للقيادة السياسية الموحدة بين العراق والجمهورية العربية المتحدة، ورئيس اللجنة التحضيرية لإعادة بناء الاتحاد ألاشتراكي العربي، وساهم في تلطيف الأجواء بين الحكومتين العراقية والإيرانية بعد قطيعة استمرت لسنوات، وسجن عدة مرات لمواقفه الوطنية، وله الكثير من المؤلفات أهمها:
مؤلفاته
أبو حيان التوحيدي سيرته وآثاره.
أدب المرتضى من سيرته وآثاره.
من أجل الإنسان في العراق.
خواطر وملاحظات حول التعليم العالي في العراق بالمشاركة مع الدكتور نوري جعفر.
أسطورة الأدب الرفيع بالمشاركة مع الدكتور على الوردي.
الحالي والعامل تتمة لملحق أمل الآمل.
ديوان القصائد.
المطالعة العربية للمتوسطات جزآن /بالمشاركة.
تاريخ الأدب العربي للمتوسطات/ بالمشاركة.
الوجيز في تفسير القرآن العزيز/ تحقيق.
البصائر والذخائر لأبي حيان التوحيدي /تحقيق.
المقابسات لأبي حيان التوحيدي /تحقيق.
ونشر مئات المقالات والبحوث في المجلات والصحف العراقية والعربية والأجنبية.
دعوة للتاخي
وكان في طليعة الدعاة للوحدة الوطنية وتوطيد دعائم الإخاء العربي الكردي، والتآخي بين القوميات، ومحاربة الطائفية المقيتة يقول في قصيدته «رثاء الفكر»:
أبيت رثاء الفكر يلحد في رمــس ويومض في عين ويشرق فــــي نفس
سرى سريان الغيث للبحر بعدما تحلب في ضرع ونور فـــــــــي غرس
واشــــــــــــهد أن الضفتين ندية وان جرها قحط الرجـال إلــــــــى يبس
وان جفاء مـــــــن بقايا رواسب طغت وطمت في الشاطئين على الرس
وان عصاميا من الشعب صاعدا تبوأ فــــــــــــــي آفاقها مطلع الشمس
وأن فروقا فــــي العقائد واللغى توحد في سعي وتشرك فـــــــــي حس
وأن وهادا فــــي البطائح تلتقي وشاهقة فــــــــــــي بنجوين علـى أس
بنو وطن مــــــن مائه وشرابه نعمنا فما جنس يفرق عـــــــــن جنس
وأن التـــــي كانت تشاع خرافة يروجها الساعون فـــــي الناس بالدس ()
التبعية
ويرفض التبعية الأجنبية على أساس طائفي أو قومي ويدعوا للتآخي والسلام بين الشعوب على أساس المصالح المشتركة ورفض التسلط والهيمنة الخارجية:
أنا منك في أهل وفي وطن متجاورين على مدى الزمن
لا أنت تغني عن مجاورتي يومـــا ولا أنا عنك قط غني
أني لأكرهنا مناذرة يمشون خلف الفرس فــــــــي رسن
وأزيدنا مقـــــــــتا غساسنة يقتادنا الرومان فـــــي قرن
وأريدها أمـــــــــــــا معاوية يعلو الأريكة أو أبو الحسن ()
قصيدته في طه حسين
وفي قصيدته التي ألقاها في الحفل التأبيني لعميد ألأدب العربي طه حسين في الجمعية الاقتصادية للتشريع السياسي في القاهرة عام 1973 طالب بحرية الرأي والعقيدة وندد بالظلم والتسلط، في أشارة منه لما مارسه النظام البائد من كبت للحريات وكم للأفواه وغمط للحقوق واستلاب للإرادات:
ويسألونك مـــــا طه ولـــــــــــــو خبروا ما عندهم عنه لاستغنوا بما خبروا
والغيث يشربه الظمآن مــــــــــــــن قلل وربما سأل الأنواء مــــــــــا المطر
هــــــذا الذي أنا القـــــــــــــيه وتسمعه له فلا العود مـــــن عندي ولا الوتر
والجامعات الـــــــــــــتي تعلوك شامخة مما بني أو عـــــــــلى أثاره عمروا
فالعلم زاد مشــــــاع ليـــس يطعــــــمه من أترفوا ويمناه مـــــــــن افتقروا
والرأي صوت مصون ليـــــــس يمنحه من زمروا ويقاضى فيه من جأروا
الرأي بالرأي لا ســــــوط يهـــــــــــدده ولا زبانية تشــــــــــــــــــلي فتأتمر
والدين محض قناعات متــى أخــــــذت بالكره آمن مــــن دانوا بمن كفروا
من جردوا الناس من رأي بأن حجروا عاشوا الحياة بــــــلا رأي بأن حجروا ()
وبسبب معارضته للنظام البائد وتنديده به في مؤتمر الخلافة الإسلامية الذي عقد في الأردن، ورفضه المشاركة في المؤتمر الإسلامي الذي حاول النظام القفز من خلاله على الواقع وتبرير جرائمه، قام الجلاد باستدعائه إلى القصر الجمهوري وسقاه السم، وبعد عودته من المقابلة بساعات سقط فاقدا للوعي ونقل إلى مستشفى مدينة الطب وتوفي بعد أيام متأثرا بسم الثاليوم حسب التقرير الطبي الذي أملاه أحد الأطباء الأجانب ممن يرتبطون بعلاقة مع نجله الدكتور زهير محيي الدين، وكانت وفاته عصر يوم 27-4-1983.
وقد أقيمت له مهرجانات تأبينه في بغداد والقاهرة وعمان وسوريا والمغرب، وكتبت عنه عشرات القصائد والمقالات والبحوث، وقد قام نجله الفضل الأستاذ أوس محيي الدين بجمعها في كتاب، نشر ضمن كتاب الأسرة تحديث الحديث.
بعض مصادر آثاره:
ليس بالإمكان كتابة كشف كامل بمصادر آثاره إذ يصعب أن يقف عليها الباحث جميعها، لذلك أشير إلى بعضها إجمالا وإلى بعضها بالتحديد فبالإجمال يمكن الرجوع إلى:-
1.	مجلة العرفان وبخاصة السنين 1929_1937.
2.	مجلة الاعتدال النجفية في السنين الأولى.
3.	مجلة الغري.
4.	كتاب شعراء الغري وفيه ترجمة ضافية عنه.
5.	ماضي النجف وحاضرها.
6.	الأدب الجديد للعلامة السيد محمد الهاشمي.
7.	مجلة التضامن العراقية.
8.	محاضر جلسات مجمع اللغة العربية في القاهرة منذ سنة 1966 حتى عام 1983.
9.	مجلة اللغة العربية في القاهرة، التاريخ ذاته.
10.	مجلة المجمع العلمي العراقي.
11.	معجم رجال الفكر والأدب في النجف خلال ألف عام في طبعته الثانية.
12.	الكتب والمعاجم التي ترجمت لشعراء وأدباء وعلماء العراق.
13.	المجمع العلمي العراقي تاليف عبد الله الجبوري
14.	شعراء المهرجان /عن مهرجان الشعر العربي المنعقد في بغداد 1965 وكان رئيس اللجنة التحضيرية.
وبالتحديد يراجع ما يلي:
أ – آثاره الأدبية
1)	الشعر الحر انحراف في الأدب العربي الجمهورية العراقية 24/1/64
2)	كيف يكتب الكاتبون ؟ الحرية العدد 257
3)	الأدب العربي في نصف قرن الحرية 28/4/1955
4)	شاعران عراقيان يتطارحان: محيي الدين والكنعاني (قصيدتان) الحرية 4/1/56
5)	صوت العراق في مؤتمر الأدباء العرب قصيدة وتعقيب عليها. جريد الأخبار لعله 1957
6)	تاريخ النجف في قصة _مقال_ الحرية 6 أيلول 1960
7)	من وحي مؤتمر طاشقند-سلسلة مقالات - البلاد 5/ 11/58
8)	مجلس لرعاية الآداب -مقال اليقظة 10 أيلول 58
9)	اثر الشعر في المجتمع العربي الحديث محاضرة في النادي الثقافي العربي الأيام 10/5 /62
10)	نضال الحيدري تعليق على ديوان طالب الحيدري البلاد 7/11/59
11)	كلمة بمناسبة اجتماع المجمعين في القاهرة البلاد6/3/67
12)	خمسة من أدباء العراق – كلمة عنه الجريدة اللبنانية
13)	س وج مع الدكتور محيي الدين –أسئلة أدبية الحرية 11/4/56
14)	توضيح حقيقة – تعقيب له على ما قيل عن مؤتمر الأدباء الزمان 13/9/58
15)	قصيدته في أربعينية السيد صالح جبر الحرية 19/7/57
16)	قصيدته في –إقبال- وتعليق عليها الحرية 22/4/56
17)	العلامة عبد الكريم الجزائري كلمة في تأبينه الأيام 10/9/62
18)	من وحي بريد القبل.تعقيب على أبيات له العهد الجديد
19)	النقاد المتعسفون بحق الأديب العراقي حديث مع محرر الجريدة الأخبار في حدود 1957
20)	رأي جديد في الفصاحة _ مقال في البلاغة الحرية 1957
21)	عدوى الأسلوب الشيوعي _ مقال أدبي الحرية:18/أيلول/1960
22)	درس من زجاجة كوكا كولا _ مقال اجتماعي الحرية 19/آب/ 1960
23)	بليّة مقاييس النقد الأدبي الحرية قبل عام 1956
24)	أيمر الشعر العربي المعاصر بأزمة؟ الحرية 30/12 / 54
25)	الرصافي بين شعراء عصره.رأي في شعره الحرية 17/آذار
26)	أينفرد العراقيون بالضيق بالنقد؟ الحرية 24/12/54
27)	يعيشون ليأكلوا الحرية في 1955
28)	الإقليمية في الأدب الحرية في 1955
29)	لا أدري _ مقال أدبي الاستقلال
30)	لحظات مع الدكتور الوردي _ عدة مقالات، نشرها الدكتور الوردي في كتابه (أسطورة الأدب الرفيع) البلاد 5/6/57
31)	بين محيي الدين والسفير التازي _ رسائل متبادلة ملحق الجمهورية
32)	حديث صريح مع محيي الدين الجمهورية 7/11/ 66
33)	أعمدة الأدب العراقيون _ كلمة الدكتور إبراهيم مدكور رئيس مجمع اللغة العربية في القاهرة /الجمهورية المصرية 13/2/68
34) دعوة لإنشاء معهد لتدريس الشعر ملحق الجمهورية 30/أيلول /965
35) الشبيبي وسع جيله في العراق_ مقال في التعريف به الجمهورية 17/2/966
36) أساليب ومبادئ التضامن العراقي 3/11/960
37) كلمة في تأبين الشيخ محمد رضا المظفر المنار 28/3/64
38) إجابة على سؤال: ما رأيك في الأدب المعاصر الحرية العدد 1293
39) قصيدة لمناسبة مولد الرسول (ص) مجلة الضباط 29/أيلول/ 958
40) عبد الرزاق والأسوة الحسنة _ حديث وحوار بغداد 18 / تموز/1960
41)كلمة في مناسبة مرور أربعين يوما على وفاة العلامة الشيخ محمد رضا المظفر جريدة المنار العراقية العدد ة 223 في 10 آب 1964.
ب _ مصادر نقد آثاره :
1.	الشريف المرتضى _ نقد اليقظة 13/3/56
2.	أعيان الرفاق _ تعقيب على مقال له الحرية 13/أيار/960
3.	تعقيب على مقال له بقلم عبد القادر البراك الحرية 31/12/1954
4.	التشبيه في الأدب العربي _ مقال مهدى له من ابن الهيثم
5.	أدب المرتضى (نقد) بقلم ناصر حلاوي البلاد 8/أيلول/957
6.	حديث الثلاثاء للدكتور زكي مبارك البلاغ المصرية 16/أكتوبر/1947
7.	صدى قصيدة محيي الدين في مهرجان مطران الزمان العدد 455
8.	صورة خمس شعراء بقلم الشاعر نعمان ماهر الكنعاني الأخبار 33/رمضان/1363ه
9.	ممثل العراق بمناسبة قصيدته في مطران مجلة الغري السنة الثامنة ع 16
10.	في الميزان _نقد لقصيدته في مطران بقلم الأستاذ علي متولي الرسالة القاهرية ع 719
11.	أدب المرتضى _نقد بقلم فائق بطي يعقب على مقال له البلاد9/آب/1957
12. مع الدكتور محيي الدين في أدب المرتضى _ بقلم الأستاذ عبد الرضا صادق اليقظة 10/أيلول/1957 في ستة أعداد تتلوها.
13. عبد الرزاق محيي الدين: أطروحته _مقال نقدي بقلم عبد القادر البراك الأخبار العراقية العدد 4724
14. الشريف المرتضى _ نقد الحرية 27/3/56
15. أبو حيان التوحيدي _ نقد بقلم التحرير جريدة الأهالي 1950
16. أبو حيان التوحيدي في الصحف المصرية الزمان 21/2/1950
17. رسالة أبو حيان التوحيدي _ نقد بقلم الأستاذ عبد الحميد الدجيلي (عدة مقالات)اليقظة 6/2/1950 فما تلا ذلك
18. أبو حيان التوحيدي _عرض وتحليل بقلم الأستاذ نعمان ماهر الكنعاني (سلسلة مقالات) الاستقلال 12/2/1950
19. أبو حيان التوحيدي بقلم الاسناذ كاظم نورس لعله في اليقظة وفي عام 950
20. أبو حيان التوحيدي _ نقد بقلم المحرر جريدة البلاد 3/شباط/1950
21. أبو حيان التوحيدي بقلم المحامي مجيد حمد لعله في البلاد وفي التاريخ نفسه
22. رسالة إلى شيوخ الأدب بقلم عبد السلام إبراهيم ناجي الحرية 17/8/1960
23. الشاعر محيي الدين _ بقلم شاكرالبرمكي _ تعقيب على رأي الأستاذ في مفهوم الصدق الأدبي الحرية لعلها في العام ذاته
24.	مع الدكتور محيي الدين _ رسالة ألفها ونشرها السيد محمد السيد علي نقي الحيدري في نقد أدب المرتضى، نشرت في بغداد بكتاب مستقل.
ج. صحف تعرضت له :
25. الأخبار البغدادية 10/نيسان/1948
26. صوت الأحرار 23/مايس/1948
27. الأهرام المصرية 20/5/1948
28. الكتلة المصرية 22/5/1948
29. الأنوار البغدادية 22/مايس/ 1948
30. الزمان 2/ايار/1948
31. الحوادث 12/آذار/1956
32. جريدة البلاد 16/3/1956
د. المصادر الاجتماعية والسياسية :
33.عدوى بقلم عبد الجبار الوائلي الحرية 23/9/ 1960
34. كتاب اليوم بقلم الأستاذ مهدي القزاز الحرية 9/آب/ 1957
35. كتب جديدة _ نقد بقلم التحرير الحرية 31/آب/ 1957
36. تعقيب على مقالاته المنوهة بالقومية الكردية الحرية 17/حزيران/ 960
37. بلاد العرب للاكراد دار قصيدة له مهداة من شاعر فلسطيني الحرية في حدود التاريخ اعلاه
38. ليس في إسرائيل مايغري إيران بالاعتراف بها مقال له حول اعتراف إيران الشاه بإسرائيل (الحرية 7/8/60
39. مرسوم جمهوري بتعيينه عضوا في المجلس الرئاسي المتفرغ بين العراق والجمهورية العربية المتحدة 26 مايس 1964.
40. من اجل صيانة الجامعة.مقال تحليلي لبعض مشاكل الجامعة العربية في حينه الحرية ولعله 57
41. ما ينتظره العالم منا وما ننتظره منه صوت العرب 28/6/67
42.لقاء مع عبد الناصر الجمهورية المصرية 2 فبراير 1967
43. الوحدة ضرورة قومية (مقال) جريدة الوحدة العربية 7/6/64
44. الأمة العربية تواجه تحالفا خطيرا الجمهورية 27/11/66
45. نص ندوة تلفزيونية سياسية الجمهورية 23/12/65
46. تصريح عن الاستفتاء الشعبي للوحدة الجمهورية 1/12/65
47. تخرصات (أبا ايبان) تعقيب على تصريح له
48. اقتراح بإنشاء دور معلمين من قبل جامعة الدول العربية لعله في الحرية بتاريخ 24/2/ 62
49. ثلاث قضايا تشغل بال العالم العربي (الدين. القومية. الاشتراكية) لعله في الحرية 29/5/62
50. تعقيب على مقال له \لحرية 18/7/1960
51. برقية له من الدكتور طه حسين الفجر الجديد 16/تشرين الثاني /66
52. لقاء بلا حب والّا فحب بلا لقاء وهو مقال يمثل واقع السياسة في العراق الحرية 21/1/61
53. حديث عن الوحدة والاشتراكية الفجر الجديد 24/اذار / 66
54. صور عن اجتماعات بين القادة الجمهورية المصرية 14/يوليو/967
55. المهمة الصعبة التي يحمل أعباءها الأمين العام مجلة آخر ساعة 14/2/68
56. حديث صريح المنار 18/8/65
57. أمام وزراء الخارجية العرب صوت العرب 18/6/967
58. مرسوم بتعيينه وزيراً للوحدة في وزارة البزاز 21/9/1965
59. انتدابه أميناً عاماً للقيادة السياسية بين العراق ومصر جريدة العرب5/11/965
60. في أعقاب مؤتمر الخرطوم صوت العرب 8/8/967
61. متى يجتمع الملوك والرؤساء العرب ليصدروا عن رأي موحدصوت العرب 24/6/976
62. أهمية دور الطبقة العاملة الجمهورية 11/5/968
63. محيي الدين يصل الناصرية الثورة 12/7/68
64. اجتماعان خطيران وواجب قومي _ مقال صوت العرب 19/حزيران / 967
65. عبد الناصر يستعرض الأحداث مع أمين القيادة السياسية الأهرام 8/8/966
66. تصريحات وزير الوحدة في صنعاء الثورة العربية 29/9/65
67. منحه وساماً همايونياً من الدرجة الأولى من الحكومة الإيرانية
68. مباحثات عبد الناصر وضيوفه البلد 5/5/964
69. جلسة يحضرها محيي الدين في اجتماع يحضره الرئيس نيكيتا خروشوف آخر ساعة 20/مايو/1966
70. انتخابه أميناً عاماً للقيادة السياسية الموحدة الأهرام 13/شباط /1966
71. وزير الوحدة يتحدث الجمهورية 19/تموز/964
72. تحالف قوى الشعب العاملة _ خطاب الجمهورية 3/آذار/968
73. الوحدة هدف الخليج العربي البصرية 24/آذار/ 966
74. والآن ماذا؟ (مقال سياسي) صوت العرب 7/تموز/ 967